# (37671) 1994 UY11
(37671) 1994 UY11 est un astéroïde aréocroiseur découvert en 1994.

## Description
(37671) 1994 UY11 a été découvert le 31 octobre 1994 à l'observatoire Palomar, situé au nord de San Diego en Californie, par le programme Planet-Crossing Asteroid Survey (PCAS).

### Caractéristiques orbitales
L'orbite de cet astéroïde est caractérisée par un demi-grand axe de 2,39 ua, un périhélie de 1,66 ua, une excentricité de 0,30 et une inclinaison de 21,85° par rapport à l'écliptique. Du fait de ces caractéristiques, à savoir un demi-grand axe inférieur à 3,2 ua et un périhélie compris entre 1,3 et 1,666 ua, il croise l'orbite de Mars et est classé, selon la JPL Small-Body Database, comme astéroïde aréocroiseur (aréo venant de Arès).

### Caractéristiques physiques
(37671) 1994 UY11 a une magnitude absolue (H) de 14,7 et un albédo estimé à 0,040.